# Muscisaxicola cinereus
La dormilona cenicienta (en Argentina y Chile) o dormilona cinérea (en Perú) (Muscisaxicola cinereus) es una especie de ave paseriforme de la familia Tyrannidae perteneciente al numeroso género Muscisaxicola. Es nativa de regiones andinas del oeste de América del Sur.

## Distribución y hábitat
Esta especie nidifica desde el extremo sureste de Perú (sur de Puno), por el oeste de Bolivia hasta el oeste de Argentina (Mendoza) y centro sur de Chile (Maule). Algunas poblaciones sureñas migran hacia el norte en los inviernos australes, llegando hasta el centro de Perú (Lima y Junín).
Esta especie es considerada localmente común en sus hábitats naturales: los pastizales de la puna y matorrales de montaña, generalmente rocosos o cerca de cuerpos de agua, en altitudes entre 2500 y 4500 m.

## Descripción
Mide 17 cm de longitud . Tiene las partes superiores color gris ceniciento claro; las bridas blancas y línea superciliar muy fina del mismo color; lomo y cola negras; las partes inferiores son blancas con tintes grisáceos a los lados; alas grises más oscuras que el dorso y parduscas, con las puntas de las primarias negruzcas; supracaudales negras, subcaudales blancas; patas negras.

## Reproducción
Construye un nido en grietas y la hembra pone hasta tres huevos blancos con pintas rojizas.

## Sistemática

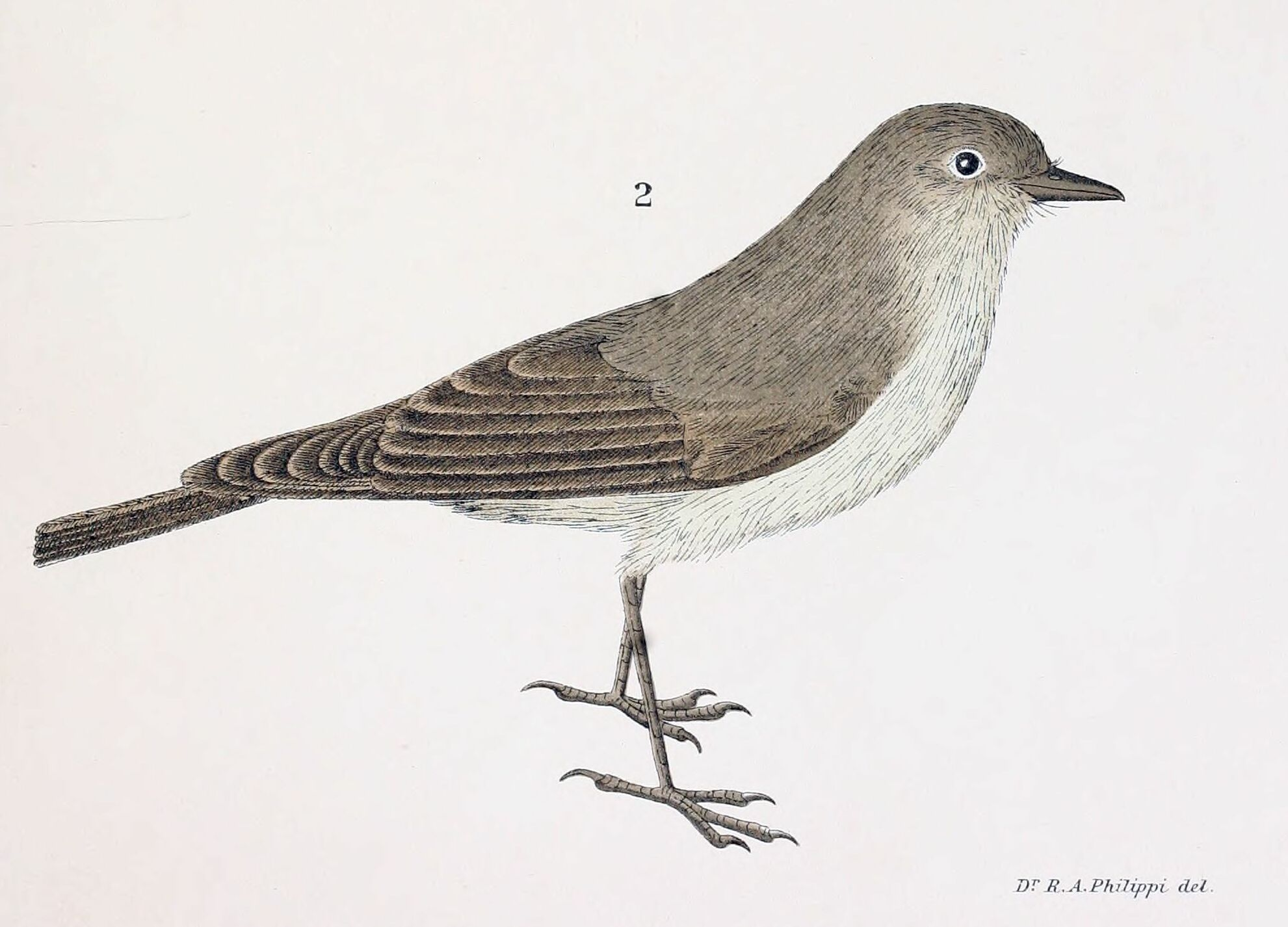
Muscisaxicola cinerea, ilustración en Figuras i descripciones de aves chilenas, 1902.

### Descripción original
La especie M. cinereus fue descrita por primera vez por el naturalista germano - chileno Rodolfo Amando Philippi y por el ornitólogo alemán Christian Ludwig Landbeck en 1864 bajo el nombre científico Muscisaxicola cinerea; su localidad tipo es: «Las Araucas [= Arañas], Valle Largo, Las Chacrillas, Cordilleras de Santiago, Chile».

### Etimología
El nombre genérico masculino «Muscisaxicola» es una combinación de los géneros Muscicapa y Saxicola, ambos del Viejo Mundo; y el nombre de la especie «cinereus», en latín significa ‘de color gris ceniza’.

### Taxonomía
Algunos autores sugieren que la subespecie argentinus pertenece a Muscisaxicola alpinus, como parcialmente demostrado por análisis genéticos, pero son necesarios más estudios.

### Subespecies
Según las clasificaciones del Congreso Ornitológico Internacional (IOC) y Clements Checklist/eBird se reconocen dos subespecies, con su correspondiente distribución geográfica:
- Muscisaxicola cinereus cinereus Philippi & Landbeck, 1864 – Perú (sur de Puno), Bolivia, norte de Chile (desde Coquimbo al sur hasta Maule) y oeste de Argentina (Mendoza).
- Muscisaxicola cinereus argentinus Hellmayr, 1932 – noroeste de Argentina (Jujuy al sur hasta Catamarca).